# Un rameau
Pour plus de détails, voir Fiche technique et Distribution.
Un rameau (Um Ramo) est un court métrage brésilien réalisé par Juliana Rojas et Marco Dutra en 2007.

## Synopsis
Clarisse, épouse et mère, découvre un matin une petite feuille qui pousse sur son bras droit. Elle consulte son médecin mais son état empire de jour en jour...  

## Analyse
Un rameau traduit l'inversion des rôles entre humains et nature : les arbres prennent le dessus et colonisent cette jeune femme comme les hommes polluent la terre. Véritable vampirisation, cette attaque est remplie de symboles : on relèvera par exemple le vomissement de Clarisse, allégorie de la contamination interne de notre planète, de la souillure des nappes phréatiques et des eaux.

## Fiche technique
- Titre : Un rameau
- Titre original : Um Ramo
- Réalisation : Juliana Rojas et Marco Dutra
- Scénario : Juliana Rojas et Marco Dutra
- Image : Matheus Rocha
- Son : Gabriela Cunha
- Montage : Caetano Gotardo
- Décors : Fernando Zuccolotto
- Production : DEZENOVE SOM E IMAGENS PRODUÇÔES
- Pays d'origine :  Brésil
- Langue : portugais
- Format : Couleurs - 1,85:1 - son Dolby numérique -  35 mm
- Genre : Fantastique
- Durée : 15 minutes
- Date de sortie : -

## Informations annexes
Um Ramo a été présenté pour la première fois lors de la 46e Semaine de la critique à Cannes en 2007.

## Distinction
- Prix découverte Kodak du meilleur court métrage (2007)